# USS Arizona (BB-39)
O USS Arizona foi o segundo e último dos "superencouraçados" da classe Pennsylvania, construídos para a Marinha dos Estados Unidos em meados da década de 1910. Foi nomeado em homenagem à admissão do estado do Arizona na união, em 1912. Foi comissionado em 1916, participando da Primeira Guerra Mundial. Após o fim do conflito, o Arizona acompanhou o presidente Woodrow Wilson à Conferência de Paz de Paris. O navio foi então enviado para a Turquia em 1919, para representar os interesses americanos durante a Guerra Greco-Turca. Vários anos depois, ele foi transferido para a Frota do Pacífico e lá permaneceu pelo resto de sua carreira.
Além de uma modernização abrangente em 1929–1931, o Arizona foi usado regularmente para exercícios de treinamento entre as guerras. Quando um terremoto atingiu Long Beach, Califórnia, em 10 de março de 1933, a tripulação do Arizona prestou socorro aos sobreviventes. Em julho de 1934, o navio foi apresentado em um filme de James Cagney, Here Comes the Navy, sobre os problemas românticos de um marinheiro. Em abril de 1940, ele e o resto da Frota do Pacífico foram transferidos da Califórnia para Pearl Harbor, no Havaí, como uma defesa contra o império japonês.
Em 7 de dezembro de 1941, o Arizona foi atingido por bombardeiros japoneses que lançaram bombas perfurantes durante o ataque a Pearl Harbor. Depois que uma de suas bombas detonou em um carregador, ele explodiu violentamente e afundou, com a perda de 1 177 oficiais e tripulantes. Ao contrário de muitos dos outros navios afundados ou danificados naquele dia, o Arizona foi irreparavelmente danificado pela força da explosão do paiol, embora a Marinha tenha removido partes do navio para reutilização. O naufrágio ainda está no fundo de Pearl Harbor, no que hoje é o Memorial do USS Arizona. Dedicado em 30 de maio de 1962 a todos aqueles que morreram durante o ataque, o memorial se estende sobre, mas não toca, o casco do navio.

## Características gerais
O Arizona tinha um comprimento de fora a fora de 185 metros, uma boca de 29 metros (na linha d'água), e um calado de nove metros. Isso o fez sete metros mais longo que seus predecessores. Ele deslocava 29 629 toneladas quando padronalmente carregado e 32 429 toneladas quando totalmente carregado. O navio tinha uma altura de dois metros. Sua tripulação contava com 56 oficiais e 1.031 homens alistados.
O Arizona tinha quatro conjuntos de turbinas a vapor Parsons de acionamento direto, sendo que cada uma das quais acionava uma hélice de três metros de diâmetro, usando o vapor fornecido por doze caldeiras Babcock & Wilcox. As turbinas foram projetadas para produzir um total de 34 000 cavalos-vapor (25 000 quilowatts), mas atingiram 33 376 cavalos-vapor (24 888 quilowatts) durante seus testes de mar, quando o encouraçado atingiu sua velocidade projetada de 21 nós (39 quilômetros por hora). No entanto, ele conseguiu atingir 21,5 nós (39,8 quilômetros por hora) durante um teste de potência total em setembro de 1924. Ele foi projetado para transportar óleo combustível suficiente para oito mil milhas náuticas a doze nós (22 quilômetros por hora).
O Arizona possuía doze canhões de 355 milímetros em torres triplas. As torres foram numeradas de I a IV da frente para trás. A defesa contra torpedeiros foi fornecida por vinte e dois canhões de 127 milímetros montados em casamatas individuais nas laterais do casco do navio. Posicionados como estavam, mostraram-se vulneráveis à água do mar e não podiam ser utilizados em mares revoltos. Ele tinha quatro canhões antiaéreos de 76 milímetros, embora apenas dois tenham sido montados quando comissionado. O outro par foi adicionado pouco depois no topo da Torre III. O Arizona também tinha dois tubos de torpedo de 533 milímetros debaixo d'água, um em cada lado, no total, eram necessários 24 torpedos para carregá-los.
O projeto do Arizona continuou o princípio da blindagem "tudo ou nada" (blindar apenas as áreas mais importantes do navio) iniciado na classe Nevada. O cinto blindado na linha d'água possuía 343 milímetros de espessura e cobria apenas os compartimentos de máquinas e paióis do navio. Tinha uma altura total de cinco metros, dos quais dois estavam abaixo da linha d'água. As anteparas transversais em cada extremidade do navio variavam de 330 a 203 milímetros de espessura. A blindagem das torres de artilharia era de 457 milímetros de espessura enquanto os lados tinham de 229 a 254 milímetros. A parte de cima das torres era protegida por uma placa de 127 milímetros. A blindagem das barbetas variava de 457 a 114 milímetros. A torre de comando era protegida por uma blindagem de 406 milímetros e tinha seu topo protegido por placas de 203 milímetros.
A blindagem principal do convés consistia em três placas com uma espessura total de 76 milímetros; já a blindagem da sala de máquinas consistia em duas placas com 159 milímetros de espessura. Abaixo dela havia outro deck com uma blindagem que variava de 38 a 51 milímetros. A sala das caldeiras era protegida por um mantelete cônico que variava de 230 a 380 milímetros. Uma antepara anti-torpedo de 76 milímetros foi colocada três metros para dentro do costado do navio. Testes em meados de 1914 revelaram que este sistema poderia suportar 140 quilos de TNT.

### Construção e testes
O batimento de quilha do Arizona ocorreu na manhã de 16 de março de 1914 com a presença do secretário adjunto da Marinha Franklin D. Roosevelt. Os construtores pretendiam estabelecer um recorde mundial de dez meses entre o batimento da quilha e o lançamento do navio, para o que o The New York Times declarou que seria "o maior e mais poderoso superdreadnought do mundo, tanto ofensiva quanto defensivamente, já construído". Mas o navio estava apenas um pouco mais da metade completo um ano depois. Ele foi lançado em 19 de junho de 1915, fazendo cerca de quinze meses desde a quilha até o lançamento. Enquanto isso, o navio recebeu o nome do mais novo estado da união pelo secretário da Marinha Josephus Daniels. 

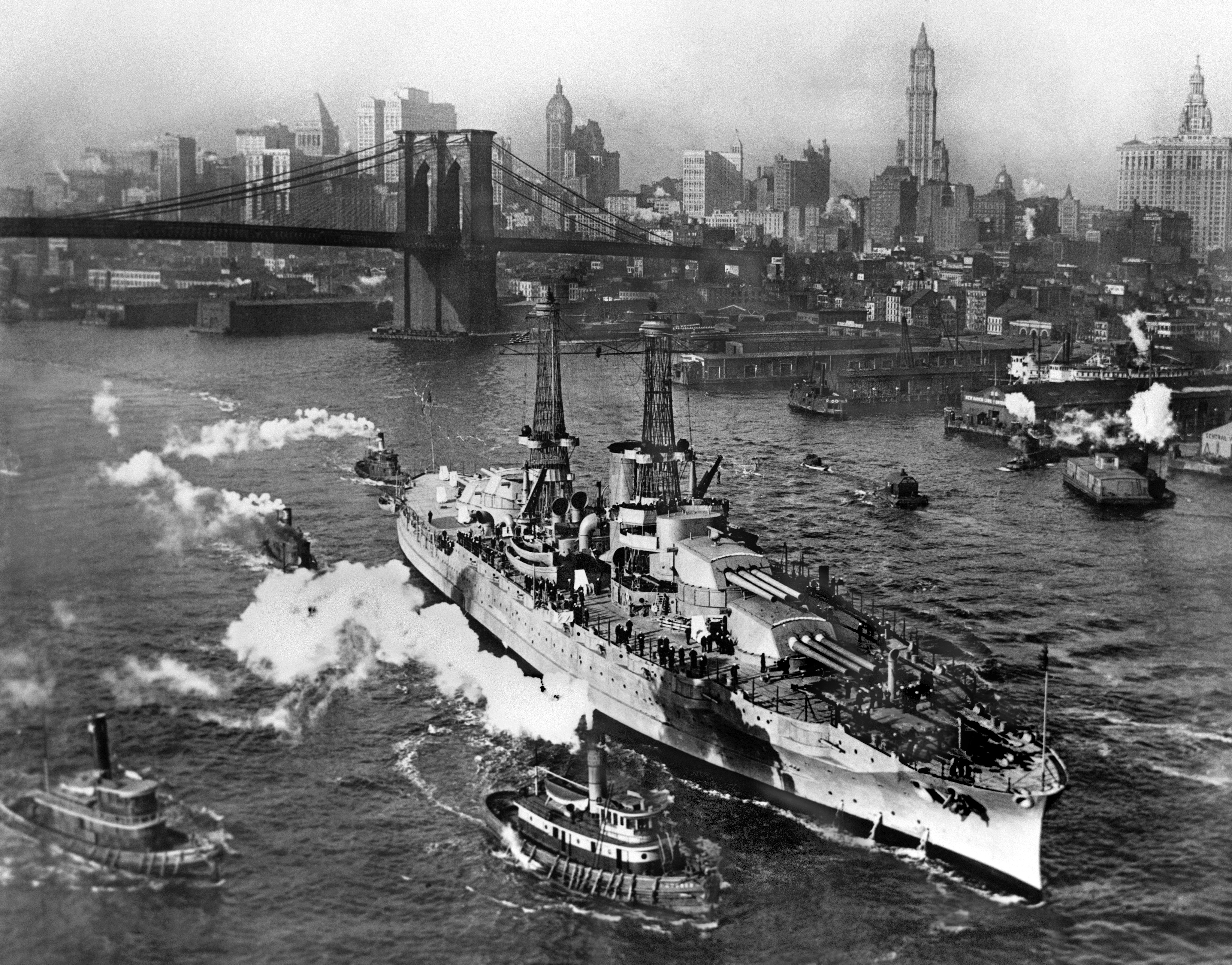
O Arizona no Rio East, Nova York (1916)

O The New York Times estimou que 75 mil pessoas compareceram ao lançamento, incluindo John Purroy Mitchel, o prefeito da cidade de Nova York, George WP Hunt, o governador do Arizona e muitos oficiais militares de alto escalão. Vários navios de guerra também estavam próximos, incluindo muitos dos novos dreadnoughts que já haviam entrado em serviço (Florida, Utah, Wyoming, Arkansas, New York e Texas). Esther Ross, filha de W. W. Ross de Prescott, Arizona, recebeu as honras de patrocinadora do navio e batizado. Para reconhecer a proibição do álcool recentemente aprovada pela legislatura estadual, o governador do estado decidiu que duas garrafas seriam usadas: uma cheia de vinho espumante de Ohio e outra cheia de água da represa Roosevelt. Após o lançamento, o Arizona foi rebocado para o Brooklyn Navy Yard para ser equipado.
O Arizona foi comissionado em 17 de outubro de 1916 com o capitão John McDonald no comando. Partiu de Nova York em 10 de novembro de 1916 depois que a tripulação limpou o navio e o sistema de propulsão foi testado no cais. Depois de declinar as bússolas magnéticas do navio, navegaram para o sul para seu cruzeiro de teste. Fora da Baía de Guantánamo, uma turbina quebrada em 7 de dezembro forçou a marinha a ordenar que o Arizona voltasse a Nova York para reparos, embora ele tenha conseguido entrar na Baía de Chesapeake para testar suas baterias principais e secundárias em 19 e 20 de dezembro. A turbina não pôde ser consertada dentro do navio, a solução encontrada pelos trabalhadores do estaleiro foi abrir buracos nos conveses superiores para retirar a carcaça danificada. Esta foi reinstalada após quase quatro meses de reparos no estaleiro naval.

## História

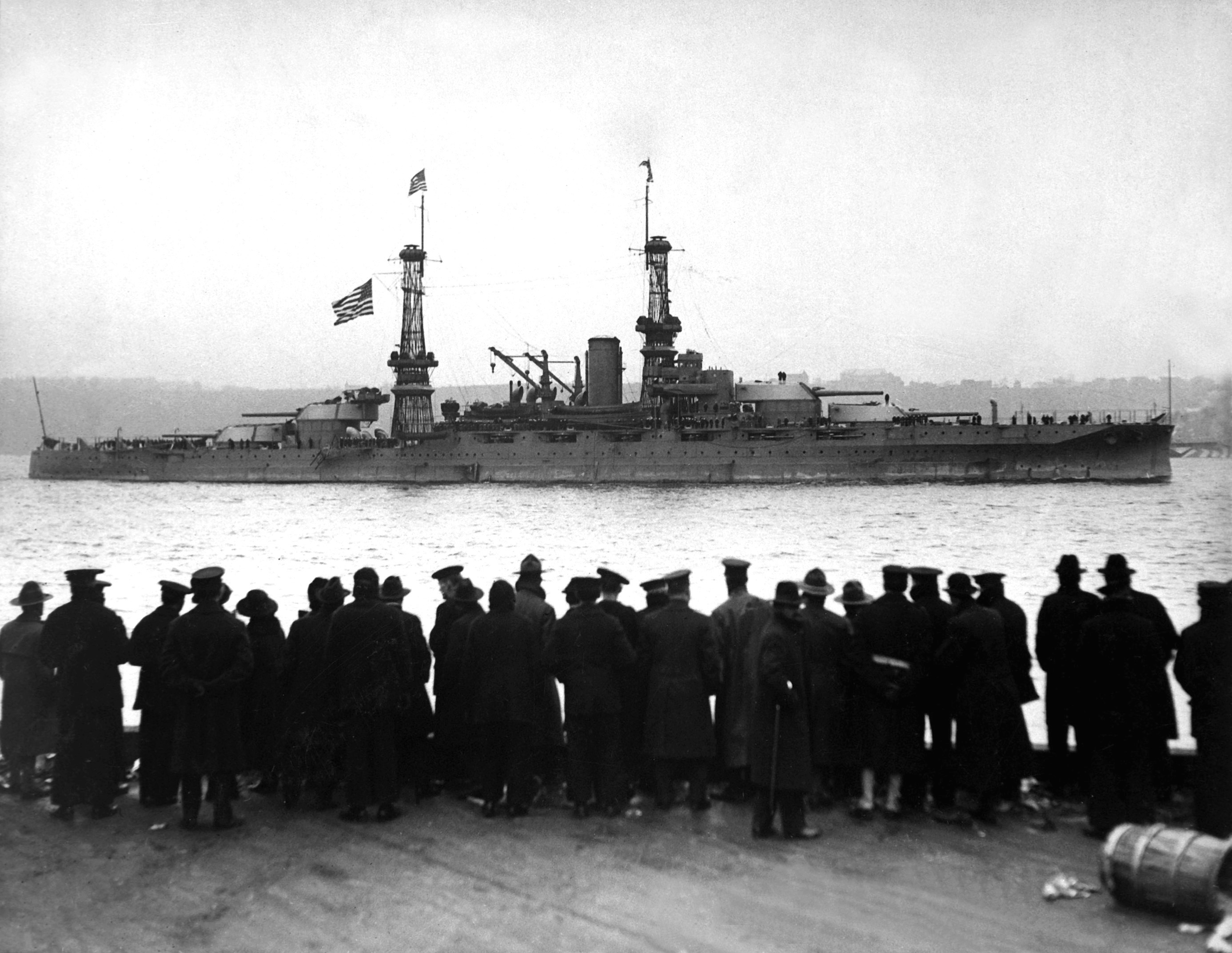
O Arizona na revisão naval da cidade de Nova York, liderando dez dreadnoughts que desfilaram para o secretário da Marinha Josephus Daniels

### Primeira Guerra
O Arizona deixou o estaleiro em 3 de abril de 1917, e três dias depois, os Estados Unidos declararam guerra à Alemanha. Atribuído à 8.ª Divisão de Encouraçados operando fora do rio York, o Arizona foi empregado apenas como um navio de treinamento de artilharia para os tripulantes de navios mercantes armados. Logo após o início da guerra, oito de seus canhões de 127 milímetros (quatro destes canhões estavam mais à frente enquanto os quatro restantes mais à popa) foram removidos para equipar os navios mercantes. Quando navegava próximo ao naufrágio do San Marcos (ex-Texas), o naufrágio às vezes era usado como alvo para os canhões de 355 milímetros do Arizona. O encouraçado raramente navegava no oceano por conta do receio de submarinos e, quando o fazia, era apenas na companhia de outros navios de guerra e de escolta. Quatro dreadnoughts americanos movidos a carvão foram finalmente enviados através do Atlântico em dezembro de 1917 como parte da 9.ª Divisão de encouraçados, mas o Arizona não estava entre eles. Durante este período, a equipe de remo do Arizona conseguiu vencer a Copa Battenberg em julho de 1918 ao derrotar a equipe do Nevada por três vezes no percurso de quatro quilômetros.
A guerra terminou em 11 de novembro de 1918 com um armistício. Uma semana depois, o navio partiu dos Estados Unidos com destino ao Reino Unido, chegando em 30 de novembro de 1918. Depois de duas semanas atracado em Portland, o Arizona partiu para a França. Em 13 de dezembro de 1918, juntou-se a nove encouraçados e 28 contratorpedeiros que escoltavam o presidente Woodrow Wilson no transatlântico George Washington em Brest por um dia na jornada de Wilson para a Conferência de Paz de Paris. Os dez encouraçados partiram da França no dia seguinte, levando menos de duas semanas para cruzar o Atlântico, e chegaram a Nova York em 26 de dezembro para desfiles, celebrações e uma revisão naval completa pelo secretário Daniels. O Arizona foi o primeiro da fila e fez uma salva de dezenove tiros para Daniels. Assim como muitos dos outros membros da frota recém-retornada, ele ficou ancorado na cidade de Nova York pelas próximas semanas e aberto ao público.

### Período entreguerras

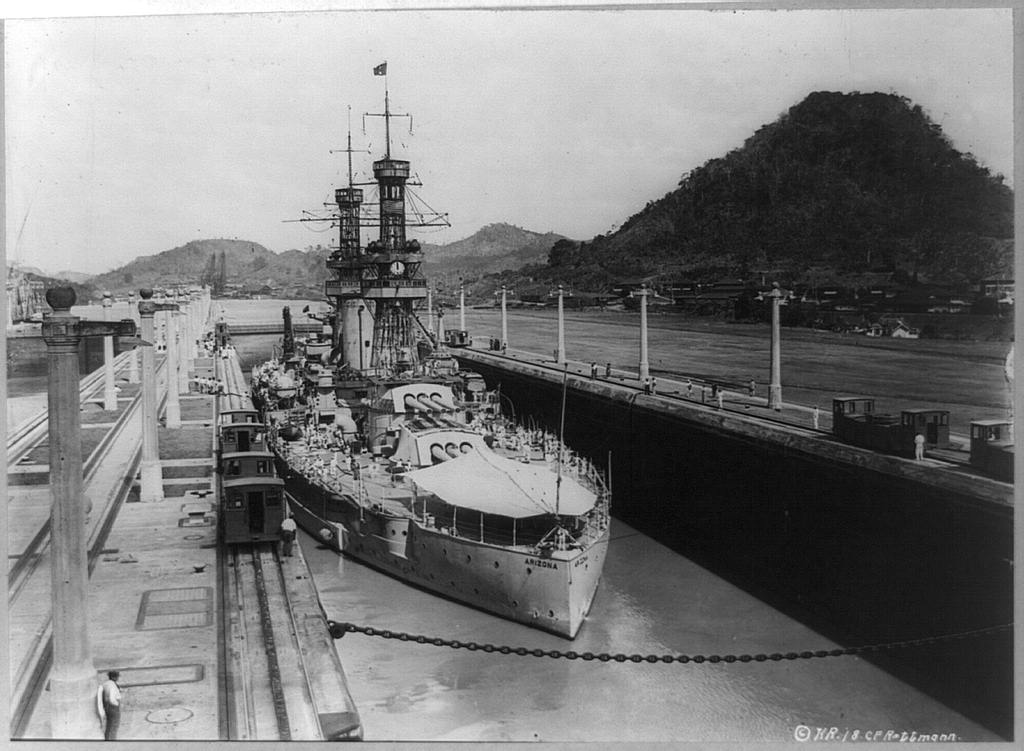
O Arizona transita pelo Canal do Panamá em 1921

O Arizona partiu de Nova York para Hampton Roads em 22 de janeiro, continuando para o sul até a Baía de Guantánamo em 4 de fevereiro e chegando ali quatro dias depois. O tempo em águas caribenhas foi usado principalmente em treinamento para batalhas e manobras de frota, embora incluísse uma visita de liberdade a Port of Spain. Em abril, a tripulação do Arizona venceu a competição de remo da Copa Battenberg pelo segundo ano consecutivo antes do navio ser enviado à França mais uma vez para escoltar o presidente Wilson de volta aos Estados Unidos. Enquanto o navio aguardava a partida de Wilson, ele foi transferido para Esmirna na Turquia em resposta às tensões entre a Grécia e a Itália sobre a concessão de Esmirna à Grécia no Tratado de Paz de Paris. Os governos grego e italiano enviaram navios de guerra para a área (Georgios Averof e Duilio, respectivamente) para fazer valer seus interesses. Pouco depois da chegada do Arizona, as forças terrestres gregas chegaram em transportes e foram desembarcadas no porto. O caos resultante na cidade fez com que muitos cidadãos americanos na área procurassem abrigo a bordo do Arizona.
Quando a crise diminuiu, o Arizona foi mandado para Constantinopla (agora Istambul) antes de embarcar para casa em 15 de junho. Ele foi para o New York Navy Yard em 30 de junho para uma revisão, onde seis canhões de 127 milímetros foram removidos e o sistema de controle de disparo foi modernizado. O trabalho foi concluído em janeiro de 1920 e o encouraçado navegou para a Baía de Guantánamo para treinamento da tripulação. Durante este tempo, foi equipado com uma plataforma de voo semelhante à do Texas em março de 1919. Em abril, o Arizona perdeu a Copa Battenberg para o Nevada, e em junho ele esteve presente nas cerimônias de formatura da Academia Naval. Em agosto, ele se tornou a nau capitânia da 7.ª Divisão de Encouraçados, embora só mais tarde, em 1920, o navio de guerra foi reformado para ser a capitânia de um almirante.

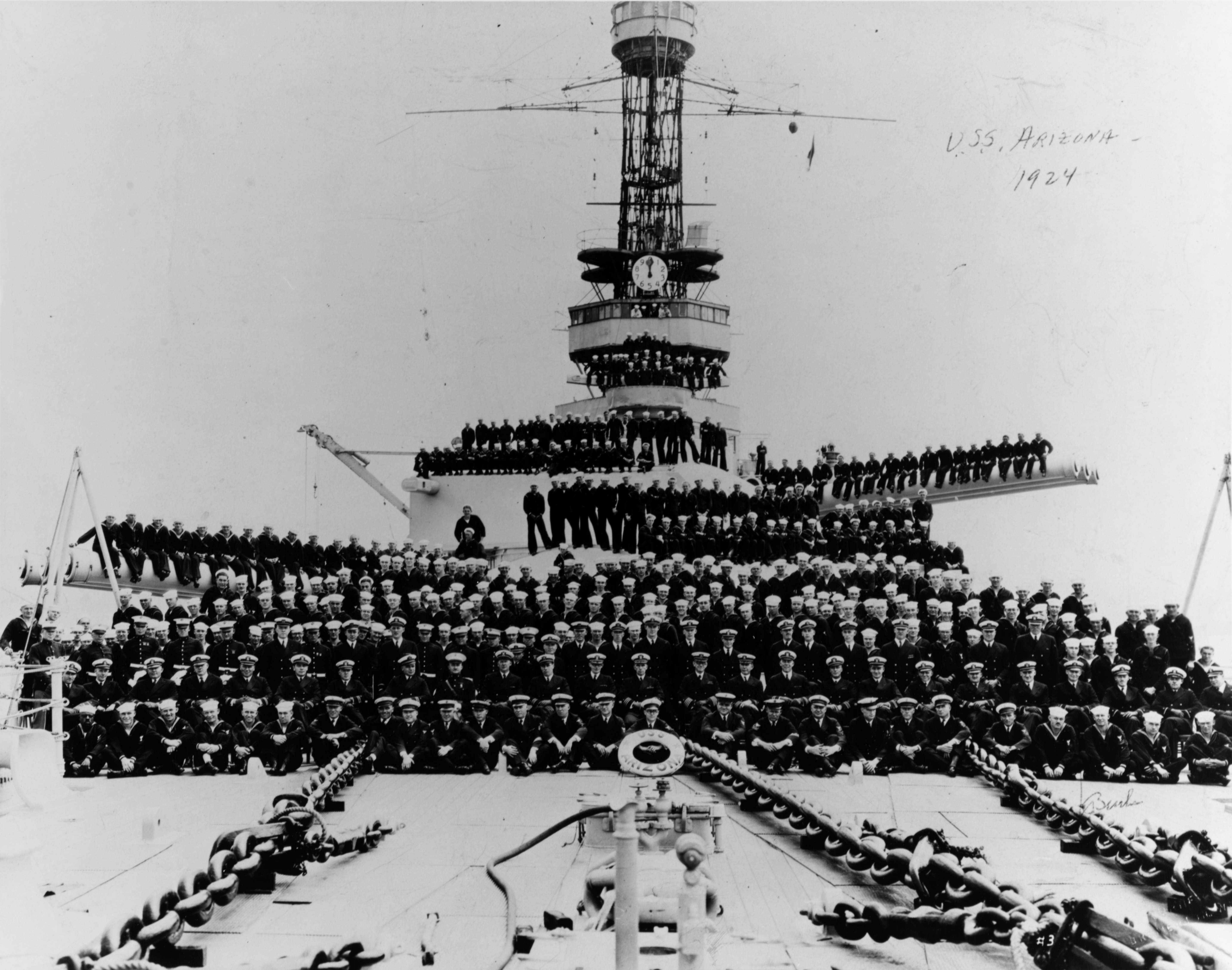
O Arizona e sua tripulação (1924)

Em companhia de seis navios de guerra e dezoito contratorpedeiros, o Arizona foi enviado para o sul novamente para transitar pelo Canal do Panamá em janeiro de 1921. Depois de se encontrar com a Frota do Pacífico, continuou para o Peru por uma semana antes que as duas frotas se combinassem para praticar manobras de batalha. Após um breve retorno ao Atlântico, que incluiu uma revisão em Nova York, o Arizona, sob o comando de Jehu V. Chase, retornou ao Peru no verão antes de começar a operar a partir de San Pedro, Califórnia, parte de Los Angeles, onde permaneceu até 1940.
Pelo resto da década de 1920, o serviço do Arizona consistia em exercícios de treinamento de rotina. O historiador naval Paul Stillwell observou que "os anos do Pacífico incluíram muita mesmice e repetição", e que sua cronologia dos movimentos do navio está repleta de frases como "prática de defesa de torpedo", "ensaio de prática de batalha", "prática de artilharia"., "a caminho de…" e "ancorado em…". Um tema recorrente a partir daí foram os anuais "Fleet Problems", que começaram em 1923 e simulavam ações de grandes frotas fazendo com que a maioria da frota ativa se enfrentasse. Os dois primeiros simularam um ataque ao Canal do Panamá pelo oeste, enquanto em 1925 tentaram defender as ilhas havaianas. Outros "Fleet Problems" da década de 1920 incluíam o Caribe, perto da América Central, as Índias Ocidentais e o Havaí. Em 27 de julho de 1923, o Arizona, sob o comando de John Y.R Blakely, juntou-se à revisão naval do presidente Warren G. Harding em Seattle. Harding morreu apenas uma semana depois, e o Arizona se juntou à Frota do Pacífico para fazer uma salva em sua homenagem em 3 de agosto.
Em algum momento no início de março de 1924, uma prostituta chamada Madeline Blair se escondeu a bordo do Arizona, trocando sexo por uma viagem gratuita a San Pedro até ser descoberta em 12 de abril, enquanto o navio estava ancorado em Balboa, Panamá. Blair foi enviada de volta à cidade de Nova York, com o capitão Percy Olmstead mais tarde convocando a corte marcial para 23 marinheiros quando o navio começou a ser reformado no Estaleiro da Marinha de Bremerton, que impôs sentenças de até dez anos de prisão. O Almirante Henry A. Wiley, comandante da Frota de Batalha, emitiu uma carta de repreensão a todos os oficiais do navio, incluindo o futuro Almirante e Chefe de Operações Navais Arleigh Burke, então um alferes. O almirante William V. Pratt, então no comando da divisão para a qual o Arizona foi designado, considerou as penalidades excessivas e ordenou que as reprimendas fossem retiradas dos registros dos oficiais quando ele se tornou Chefe de Operações Navais em 1930.

### Modernização

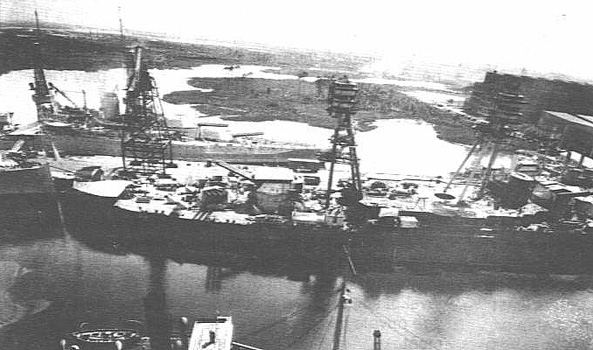
O Arizona sendo modernizado em Norfolk, junho de 1930

Quatro meses após o "Fleet Problem" IX em janeiro de 1929, o Arizona foi modernizado no Norfolk Navy Yard. Novos mastros de tripé, encimados por sistemas de controle de disparo com três camadas para o armamento principal e secundário, substituíram os antigos mastros de gaiola sob estrutura hiperboloide; o número de canhões de 127 milímetros foi reduzido para doze com os canhões sendo reposicionados para um convés mais alto e oito canhões antiaéreos de 127 milímetros substituíram os canhões de 76 milímetros com os quais ele havia sido originalmente equipado. Essas mudanças aumentaram sua tripulação para 92 oficiais e 1 639 praças. As principais torres de canhão do navio foram modificadas para aumentar a elevação máxima de seus canhões para 30°. A catapulta de ar comprimido no tombadilho foi substituída por uma que usava pólvora negra.
Sua blindagem de convés foi aumentada pela adição de uma placa de 44 milímetros feita com Aço de Tratamento Especial, ele teve também uma melhoria em sua protuberância anti-torpedo. Uma antepara adicional foi adicionada aos lados das salas das caldeiras para o mesmo propósito. Ao mesmo tempo, seus dois tubos de torpedo submersos foram removidos durante este reequipamento pois uma nova apreciação de que os alcances de combate mais longo dos encouraçados tornavam seu uso futuro improvável. Essa alteração também permitiu que o grande plano transversal em que os tubos se encontravam fosse subdividido para reduzir os riscos de inundação em ação. A maquinaria do Arizona foi quase inteiramente substituída; suas turbinas de alta pressão foram substituídas por turbinas mais potentes do encouraçado cancelado Washington, e seis novas caldeiras substituíram as originais. Essas mudanças no maquinário compensaram o aumento do deslocamento do navio, conforme demonstrado durante seus testes no mar; O Arizona fez, em seus testes, vinte nós (38 quilômetros por hora) gerando 35 081 cavalos de força (26 160 quilowatts) com um deslocamento de 38 258 toneladas.

### Década de 1930

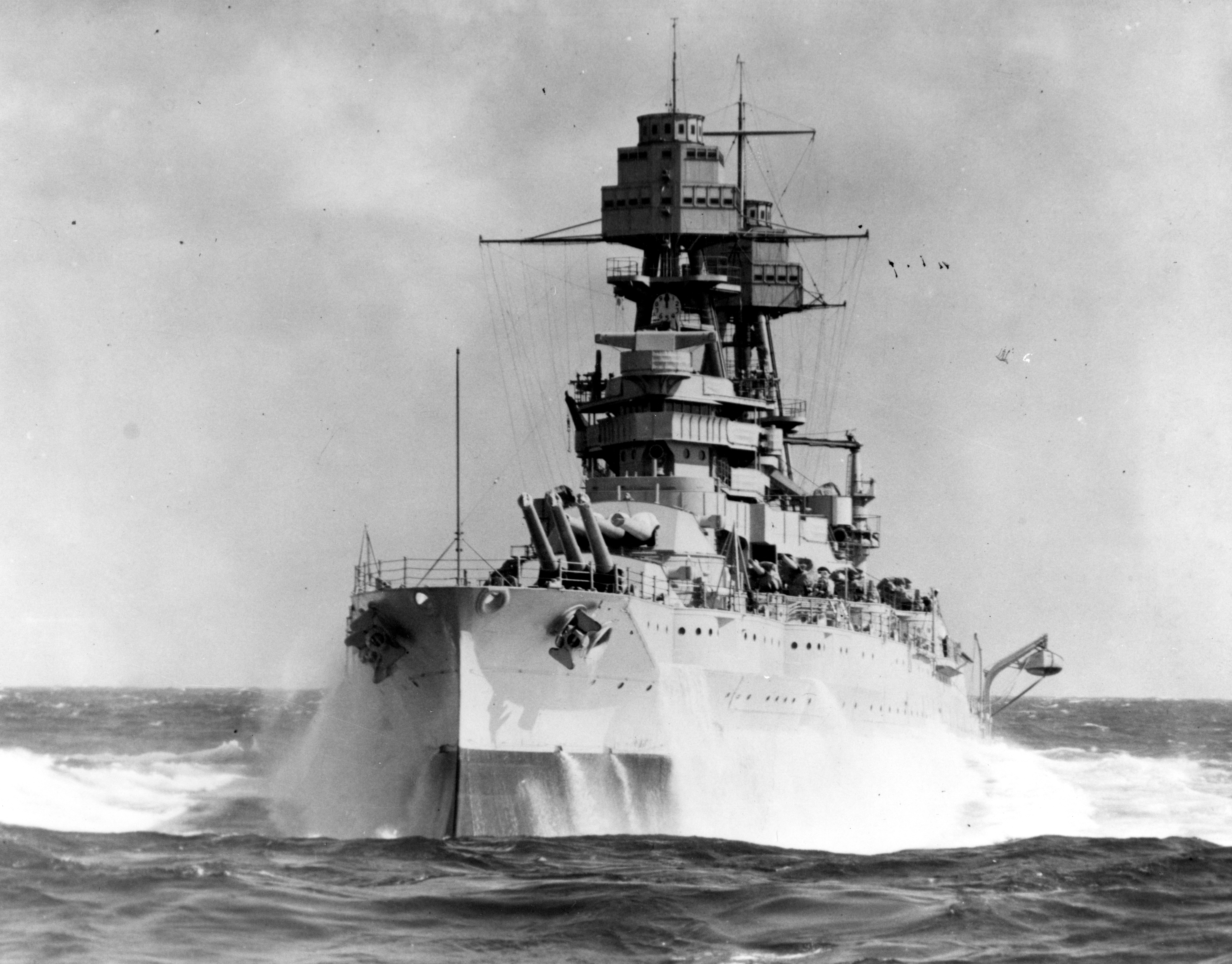
Arizona após sua modernização durante a década de 1930

Em 19 de março de 1931, mesmo antes de o Arizona ser submetido a testes de pós-modernização no mar, ele acomodou o presidente Herbert Hoover para breves férias no Caribe. O presidente visitou Porto Rico e as Ilhas Virgens. Retornando em 29 de março, realizou seus testes no mar em Rockland, Maine, e teve outra catapulta instalada no topo da Torre III, antes de ser transferido para a Costa Oeste em agosto com seu irmão Pennsylvania. Em fevereiro de 1932, participou do Grande Exercício Conjunto nº 4, no qual uma aeronave de transporte atacou com sucesso Pearl Harbor na manhã de domingo, 7 de fevereiro. O navio estava ancorado em San Pedro quando um terremoto atingiu as proximidades de Long Beach, Califórnia, em 10 de março. Marinheiros do navio se juntaram aos esforços de socorro, fornecendo comida, tratando os feridos e proporcionando segurança contra saqueadores.
No início de 1934, o navio e sua tripulação foram apresentados em um filme de James Cagney para a Warner Brothers, Here Comes the Navy, que fez uso de imagens externas, bem como tomadas a bordo. No início da manhã de 26 de julho, o Arizona colidiu com um arrastão, Umatilla, que estava sendo rebocado por outro no Cabo Flattery. Dois homens a bordo do Umatilla morreram na colisão e a Marinha convocou um Tribunal de Inquérito para investigar o incidente. O tribunal recomendou que o capitão do navio, o capitão MacGillivray Milne, fosse submetido à corte marcial. Isso ocorreu na Base Naval da Baía de Guantánamo, em Cuba, enquanto o navio participava do Fleet Problem daquele ano na costa leste. Milne foi julgado culpado e substituído vários meses depois pelo capitão George Baum depois que o navio retornou à costa oeste. Nesse meio tempo, o contra-almirante Samuel W. Bryant assumiu o comando da Segunda Divisão de Encouraçados em 4 de setembro, com o Arizona sendo sua capitânia.

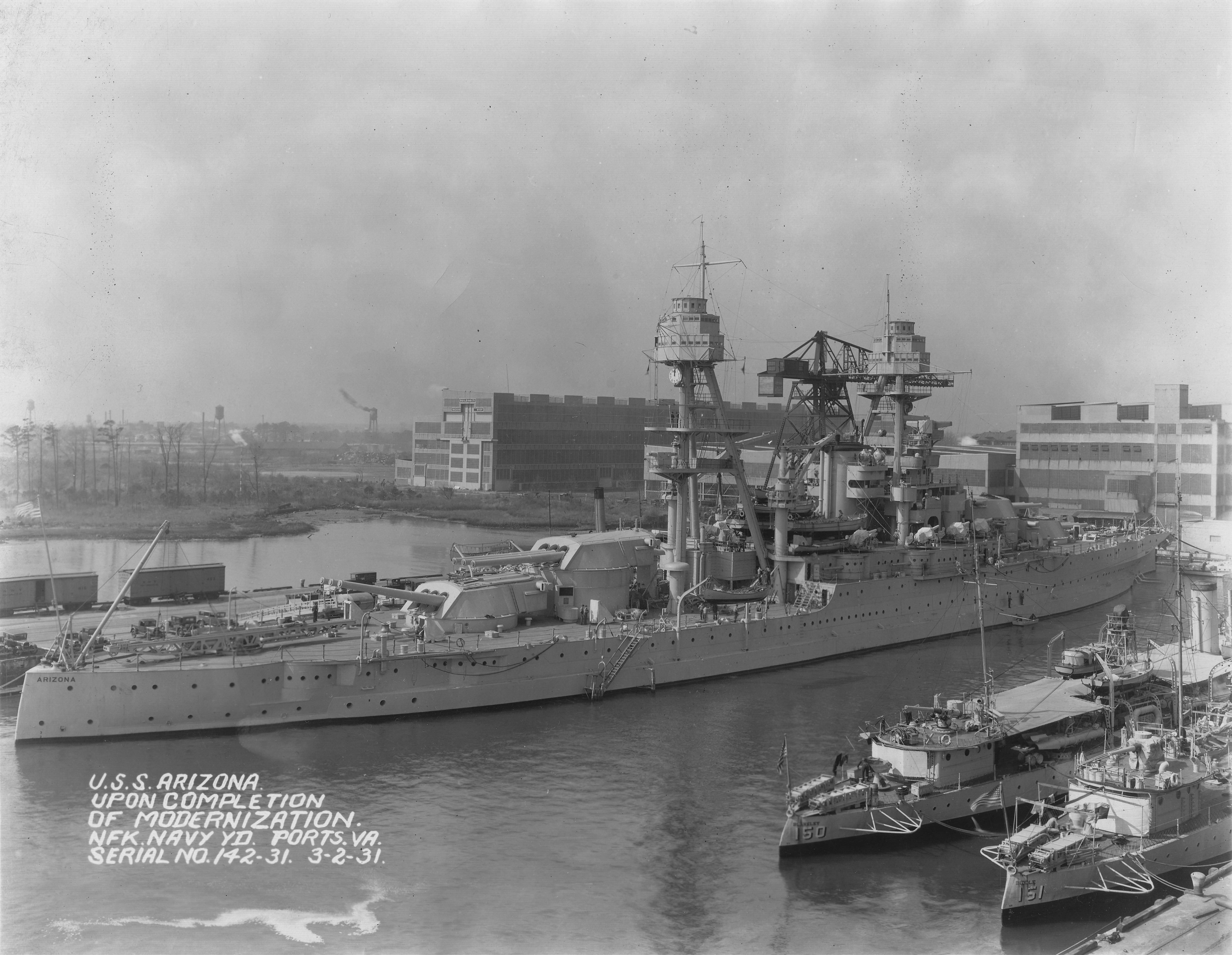
Arizona em 1931 após sua modernização

O contra-almirante George T. Pettengill substituiu Bryant em 4 de março de 1935. O navio participou do Fleet Problem XVI dois meses depois. O Arizona esteve no porto de Balboa em maio de 1936 durante o Fleet Problem XVII. Em 8 de junho, o capitão George A. Alexander substituiu Baum como capitão. Durante a prática de artilharia em 24 de julho, os gases da combustão de um dos canhões da Torre II entraram nesta, queimando um tripulante. O sistema de aspersão da torre foi ligado para evitar qualquer explosão de pólvora, mas a água vazou no quadro elétrico da torre e iniciou um pequeno incêndio que foi facilmente apagado. Devido ao orçamento limitado da marinha, o navio passou a maior parte desse período no porto para economizar combustível. No ano fiscal de 1936-37, o navio ficou ancorado por 267 dias; no ano seguinte foram 255 dias. O navio passou o resto de sua carreira na Costa Oeste ou no Havaí.
Em 2 de janeiro de 1937, o contra-almirante John Greenslade assumiu o comando do encouraçado e da Segunda Divisão de Bloch, ele transferiu sua capitânia para o encouraçado Maryland em 13 de abril. O contra-almirante Manley H. Simons, comandante do Primeira Divisão de Encouraçados, transferiu sua bandeira para o Arizona em 7 de agosto. Ele foi substituído pelo contra-almirante Adoplhus E. Watson em 8 de novembro. O capitão Alfred Winsor Brown substituiu Baum em 11 de dezembro. O navio participou do Fleet Problem XIX no Havaí durante abril e maio de 1938. O capitão Brown morreu enquanto dormia em 7 de setembro e o capitão Isaac C. Kidd assumiu o comando do navio em 17 de setembro de 1938. Nesse mesmo dia, o contra-almirante Chester Nimitz assumiu o comando da Primeira Divisão de Encouraçados. Nimitz foi substituído em 27 de maio de 1939 pelo contra-almirante Russell Willson. O capitão Harold C. Train assumiu o comando do Arizona em 5 de fevereiro de 1940.
O último Fleet Problem do Arizona foi ao largo do Havaí em abril e maio de 1940. Após a conclusão do exercício, a Frota do Pacífico dos Estados Unidos foi mantida em águas havaianas, com base em Pearl Harbor, para deter os japoneses. Durante esse período, foi vistoriado no Puget Sound Navy Yard, Bremerton, Washington, de outubro de 1940 a janeiro de 1941. Durante este reequipamento, a base para um radar de busca foi adicionada no topo de seu mastro, seus diretores de 12,7 milímetros foram atualizados e uma plataforma para quatro metralhadoras M2 Browning foram instaladas no topo do mastro principal. Sua última mudança de comando ocorreu em 23 de janeiro de 1941, quando Willson foi substituído por Isaac Kidd, na época um contra-almirante.
Em 22 de outubro de 1941, durante um exercício realizado sob forte neblina, colidiu sua proa com o Oklahoma. O Arizona partiria para o Estaleiro Naval de Bremerton em novembro para passar por uma revisão. O acidente, em vez disso, exigiu que ficasse ancorado em Pearl Harbor para reparos nos danos da colisão. Como resultado, permaneceu no Havaí. A última ação do navio foi um exercício de tiro noturno em 4 de dezembro. Também executaram esse exercício o Nevada e o Oklahoma. Todos os três navios atracaram no cais ao longo de Ford Island no dia seguinte. Em 6 de dezembro, o navio de reparos Vestal veio para ajudar a tripulação do navio com pequenos reparos.

### Ataque a Pearl Harbor
Pouco antes das 08h, horário local, em 7 de dezembro de 1941, aeronaves japonesas de seis porta-aviões atacaram a Frota do Pacífico no porto de Pearl Harbor, causando devastação nos navios de guerra e instalações que defendiam o Havaí. A bordo do Arizona, o alarme de ataque aéreo disparou por volta das 07h55 e o navio foi para o quartel-general em seguida. Pouco depois das 08h, dez torpedeiros Nakajima B5N2 "Kate" atacaram o Arizona. Todas as aeronaves transportavam bombas perfurantes de 41 centímetros, modificadas para serem bombas de 797 quilos. Voando a uma altitude estimada de três mil metros, os aviões de Kaga bombardearam o encouraçado da meia-nau à popa. Logo depois, os bombardeiros de Hiryū atingiram a área da proa.
A aeronave acertou o Arizona quatro vezes. Acredita-se que um quase acidente na proa de bombordo fez com que os observadores acreditassem que o navio havia sido torpedeado, embora nenhum dano de torpedo tenha sido encontrado. A bomba que atingiu mais à popa ricocheteou na lateral da Torre IV e penetrou no convés detonando no quarto do capitão, causando um pequeno incêndio. A próxima bomba caiu perto da borda a bombordo do navio, lado a lado com o mastro principal, provavelmente detonando na área da antepara antitorpedo. Outra bomba atingiu perto das defesas antiaéreas de 127 milímetros na parte traseira do navio.

#### Explosão do paiol

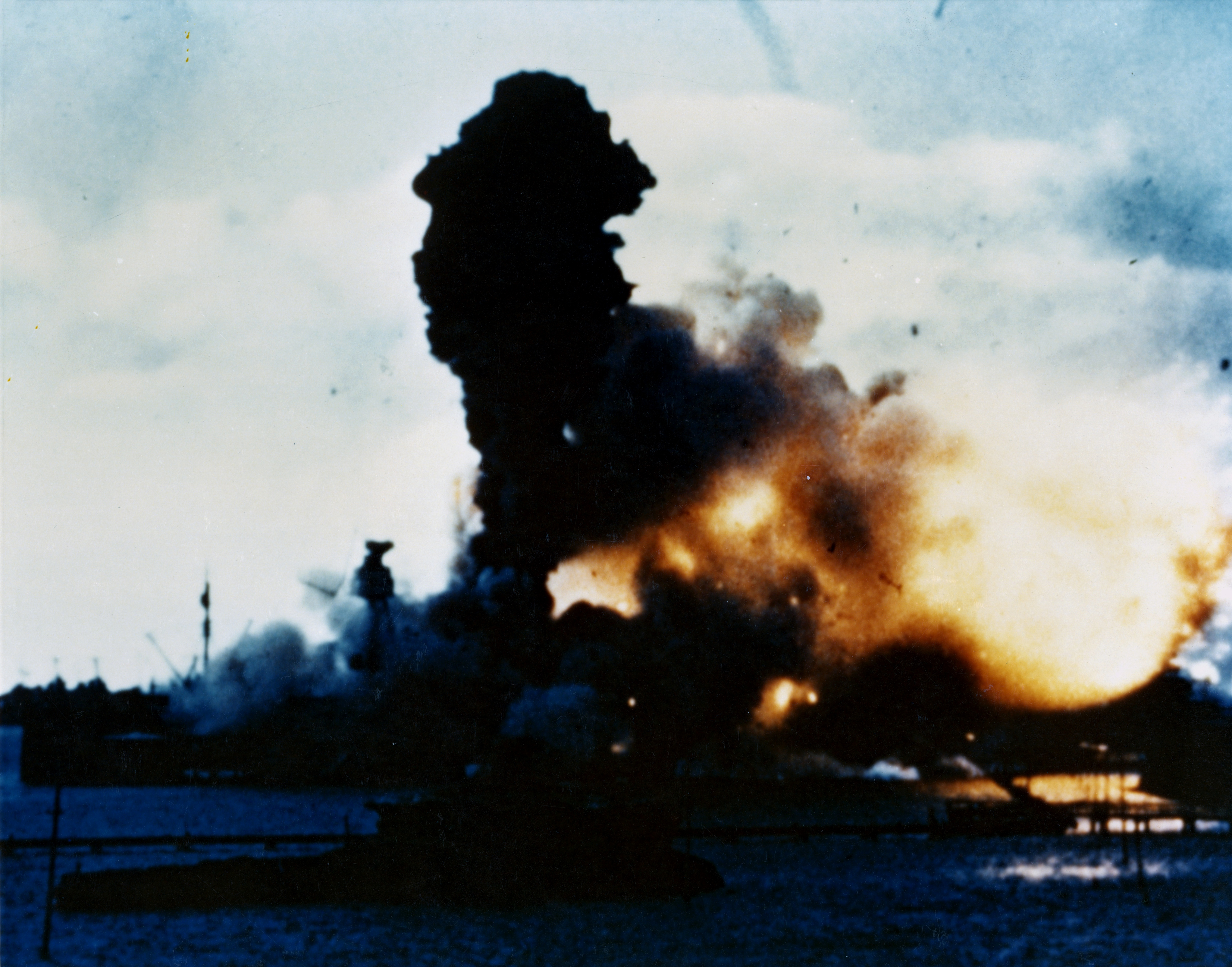
Os carregadores do Arizona explodem em uma foto de um filme feito durante o ataque japonês

A última bomba que acertou o Arizona caiu às 08h06 nas proximidades da Torre II, provavelmente penetrando no convés blindado próximo aos paióis localizados na seção dianteira do navio. Embora não haja restos suficientes do navio para julgar a localização exata, seus efeitos são indiscutíveis: cerca de sete segundos após o impacto, os paióis dianteiros detonaram em uma explosão cataclísmica, com as ondas de choque saindo pelas laterais do navio e destruindo grande parte da estrutura interior. Isso fez com que as torres dianteiras e a torre de comando desabassem cerca de 7,6 a 9,1 metros, com o castelo de proa e o funil desabando para a frente, partindo efetivamente o navio ao meio. A explosão desencadeou incêndios que duraram dois dias; detritos caíram em Ford Island e nas proximidades. A onda de choque dessa explosão também apagou incêndios no navio de reparos Vestal, que estava ancorado ao lado. As bombas e a explosão subsequente mataram 1 177 dos 1 512 tripulantes a bordo. Isso fez do Arizona a fonte de aproximadamente metade das vidas perdidas durante o ataque.
Duas hipóteses surgiram sobre a causa da explosão. A primeira é que a bomba detonou dentro ou perto do paiol de pólvora usado para as armas do navio e cargas de catapulta. Ela teria detonado primeiro e depois incendiado os paióis de pólvora sem fumaça que foram usados para o armamento principal do navio. Um relatório do Bureau dos Navios da Marinha em 1944 sugere que uma escotilha que levava ao paiol de pólvora negra foi deixada aberta, possivelmente com materiais inflamáveis armazenados nas proximidades. O Comando de História e Patrimônio Naval explicou que a pólvora negra pode ter sido armazenada fora do paiol blindado. A explicação alternativa é que a bomba penetrou nos conveses blindados e detonou diretamente dentro de um dos paióis de estibordo para o armamento principal, mas a pólvora sem fumaça é relativamente difícil de detonar. Assim, os sacos de pólvora da munição dos canhões de 355 milímetros exigiam uma almofada de pólvora comum para inflamar rapidamente a pólvora sem fumaça. As experiências provaram que o tempo decorrido entre o impacto da bomba e a explosão do carregador foi menor do que o tempo mínimo para a explosão, ou seja, a explosão não poderia ter acontecido dentro dos parâmetros das experiências.
É improvável que uma resposta definitiva para a causa da explosão seja encontrada, já que as evidências físicas sobreviventes são insuficientes para determiná-la.

### Prêmios e reconhecimento
Após o ataque, vários marinheiros receberam medalhas por sua conduta e ações sob fogo. O tenente comandante Samuel G. Fuqua, o oficial de controle de danos do navio, ganhou a Medalha de Honra por sua calma enquanto apagava incêndios e tirava sobreviventes do navio de guerra naufragado. Prêmios póstumos da Medalha de Honra também foram para dois oficiais de alto escalão que estavam a bordo do navio de guerra quando foi destruído: o contra-almirante Kidd, o primeiro oficial de bandeira morto na guerra do Pacífico, e o capitão Van Valkenburgh, que alcançou a ponte de comando e estava tentando defender seu navio quando a bomba que atingiu os carregadores de munição a bordo o matou. O Arizona foi premiado com uma estrela de batalha por seu serviço na Segunda Guerra Mundial.

## Recuperação e memorial

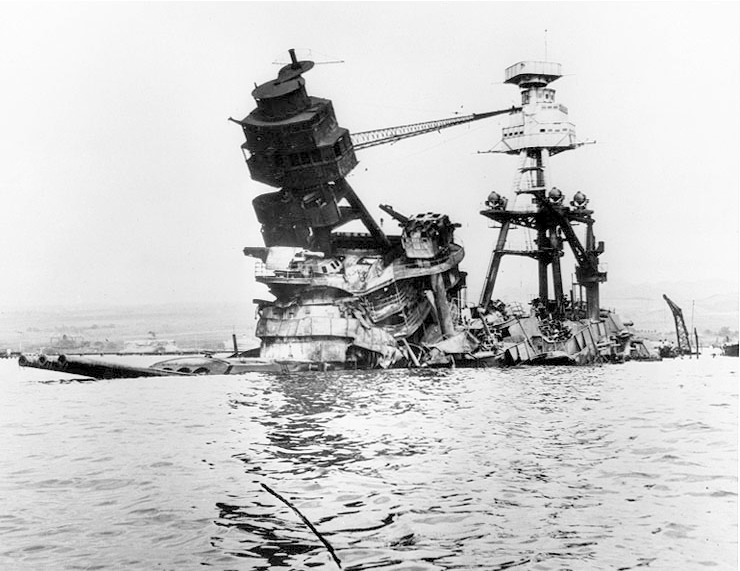
A superestrutura visível do Arizona após seu naufrágio

O Arizona foi declarado temporariamente fora de serviço em 29 de dezembro e foi retirado do Registro Naval em 1 de dezembro de 1942. Ele foi tão danificado pela explosão dos carregadores que não foi considerado apto para o serviço, mesmo que pudesse ser recuperado, ao contrário de muitos outros navios afundados nas proximidades. Sua superestrutura sobrevivente foi desmantelada em 1942, e seu armamento principal foi recuperado no próximo ano e meio. As torres de artilharia principais da popa foram removidas e reinstaladas como Bateria do Corpo de Artilharia da Costa do Exército dos Estados Unidos em Kahe Point, na costa oeste de Oahu e na Península de Mokapu, cobrindo a Baía de Kaneohe no que hoje é a Base do Corpo de Fuzileiros Navais do Havaí. A bateria principal típica da classe Pennsylvania, após ser restaurada e reinstalada em outro encouraçado, disparou pela primeira e última vez no Dia VJ em agosto de 1945 durante o treinamento. Ambas as torres dianteiras foram deixadas no lugar, embora os canhões da Torre II tenham sido recuperados e posteriormente instalados no Nevada no outono de 1944, depois de terem sido endireitados e alinhados. O Nevada mais tarde disparou essas mesmas armas contra as ilhas japonesas de Okinawa e Iwo Jima.

### Memoriais aoArizona
Ao contrário do USS Constitution, o Arizona não está perpetuamente em serviço. O Arizona está sob o controle do Serviço Nacional de Parques, mas a Marinha ainda mantém o título. Isso faz com que o encouraçado mantenha o direito, em perpetuidade, de hastear a bandeira dos Estados Unidos como se fosse um navio ativo e comissionado.

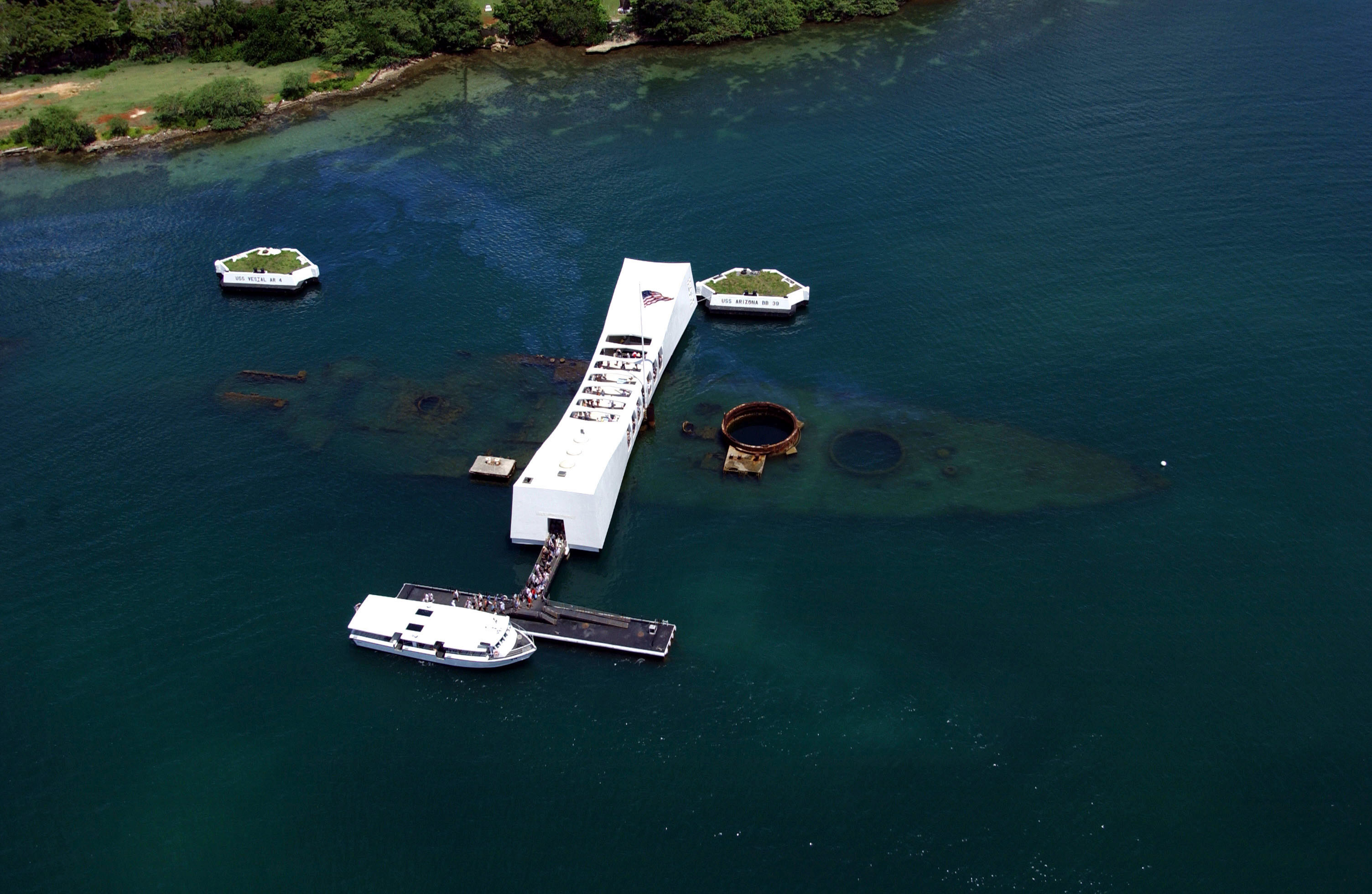
Vista aérea do Memorial do USS Arizona, mostrando os destroços e o vazamento de óleo dos tanques do navio

O naufrágio do Arizona permanece em Pearl Harbor para homenagear os homens de sua tripulação perdidos naquela manhã de dezembro de 1941. Em 7 de março de 1950, o almirante Arthur W. Radford, comandante em chefe da Frota do Pacífico na época, instituiu o levantamento de cores sobre seus destroços. A legislação durante as administrações dos presidentes Dwight D. Eisenhower e John F. Kennedy resultou na designação do naufrágio como um memorial nacional em 1962. Um memorial foi construído sobre os restos afundados do navio, incluindo um santuário listando os nomes dos membros da tripulação perdidos em uma parede de mármore. O memorial foi listado administrativamente no Registro Nacional de Lugares Históricos em 15 de outubro de 1966. O próprio navio foi designado como um marco histórico nacional em 5 de maio de 1989. Após sua morte, os sobreviventes do ataque podem ter suas cinzas colocadas dentro do navio, entre seus companheiros caídos. Veteranos que serviram a bordo do navio em outras ocasiões podem ter suas cinzas espalhadas na água acima do navio.
Enquanto a superestrutura e duas das quatro torres principais foram removidas, a barbeta de uma das torres permanece visível acima da água. Desde seu naufrágio, o óleo ainda vaza do casco, com mais de 2,18 litros indo para o porto por dia. Em 2004, a Marinha dos EUA e o Serviço Nacional de Parques supervisionaram um mapeamento computadorizado abrangente do casco, tendo o cuidado de honrar seu papel como túmulo de guerra. A marinha considerou meios não intrusivos de reduzir o vazamento contínuo de petróleo para evitar a degradação ambiental adicional do porto.
Um dos sinos originais do Arizona agora está pendurado na torre do sino do Centro Memorial da União Estudantil da Universidade do Arizona. O sino é tocado após cada vitória no futebol americano em casa, sobre qualquer time, exceto outras escolas do Arizona. Uma arma, mastro e âncora do Arizona estão no Wesley Bolin Memorial Plaza, a leste do Capitólio do Estado do Arizona, no centro de Phoenix, Arizona. A placa do canhão afirma que ele não estava no navio durante o ataque a Pearl Harbor, mas estava sendo realinhado para montagem no encouraçado Nevada. Ele está ao lado de um canhão do encouraçado Missouri para representar o início e o fim da Guerra do Pacífico para os Estados Unidos. Outros artefatos do navio, como itens do serviço de prataria, estão em exposição permanente no Museu do Capitólio do Estado do Arizona.
A cada dois anos, a Marinha concede o "Troféu do Memorial do USS Arizona" ao navio, determinado pelo Chefe de Operações Navais, por ter alcançado a maior prontidão de combate em ataque, apoio de fogo de superfície e guerra antissuperfície. O troféu de bronze sobre base de mármore preto foi fornecido à Marinha pelos cidadãos do estado do Arizona em 7 de dezembro de 1987.